# Kendleton (Teksas)
Kendleton je grad u američkoj saveznoj državi Teksas. Prema popisu stanovništva iz 2010. u njemu je živjelo 380 stanovnika.